# 服部剛史
服部 剛史（はっとり たけふみ、1980年10月23日 - ）は、日本中央競馬会 (JRA) ・栗東トレーニングセンターの吉田直弘厩舎に所属する元騎手の調教助手。2010年5月までは領家政蔵厩舎に所属していた。兵庫県出身。身長167センチメートル、 体重48.5キログラム、血液型A型。騎手時代当初は平地競走、障害競走両方の騎手免許を所持しており、障害競走への騎乗経験もあったが、引退時には平地の免許のみを所持していた。

## 来歴
2000年、JRA競馬学校を第16期生として卒業し騎手免許を取得する。同期には鈴来直人、西原玲奈らがいる。デビュー時の所属は梅田康雄厩舎だった。3月4日、初騎乗となった阪神競馬場での第12レースでは、9番人気だったダイタクリッツに騎乗して9着だった。4月30日、京都競馬場での第1レースで騎乗した5番人気のミッドアリアで勝利し29戦目でJRA初勝利を挙げる。9月10日のセントウルステークスで重賞初騎乗。コンメンダトーレに騎乗し13着だった。12月23日、障害競走初騎乗は、11番人気だったバルビゾンに騎乗したが、競走中止だった。
2001年、9月21日付でフリーとなる。
2002年7月30日、地方競馬に初騎乗。
2006年、6月21日付で領家政蔵厩舎所属となる。
2007年、7月20日付で引退することとなり、引き続き領家政蔵厩舎に所属し調教助手となった。引退レースはなく2007年7月7日の福島競馬場での第4レースでワンダージュールに騎乗し6着となったのが最後の騎乗となった。2006年9月3日の札幌競馬場第1レースで、ベルベットイーグルに騎乗して挙げたのが最後の勝利であった。騎手成績は、JRA通算780戦29勝（うち障害2戦0勝）、地方通算7戦0勝。

## 主な騎乗馬
- ダイキチムスメ（2002年小倉2歳ステークス3着）
- パイアン（2002年セントウルステークス2着）
- シーイズトウショウ